# Robion Kirby
Pour les articles homonymes, voir Kirby.
Robion Cromwell Kirby (né le 25 février 1938) est un mathématicien américain, professeur de mathématiques à l'Université de Californie à Berkeley, qui s'est spécialisé dans la topologie en basses dimensions. 

## Travaux
En collaboration avec Laurent C. Siebenmann il a inventé l'invariant de Kirby–Siebenmann (en) pour la classification des structures linéaires par morceaux (en) sur une variété topologique. Il a également prouvé le résultat fondamental sur le calcul de Kirby (en), une méthode pour la description des 3-variétés lisses et 4-variétés par la chirurgie sur des nœuds. Avec ses importantes contributions mathématiques, il est une personnalité influente dans le domaine, avec plus de 50 étudiants de doctorat et de sa fameuse liste de problèmes. Parmi ces doctorants figurent notamment Selman Akbulut (en), Stephen Bigelow, Tim Cochran (en), Robert Gompf (en), Elisenda Grigsby, Tomasz Mrowka, Martin Scharlemann.

## Formation et carrière
Il a reçu son doctorat de l'Université de Chicago en 1965 sous la direction d'Eldon Dyer (« Smoothing locally flat imbeddings »). Ensuite, il est devenu professeur adjoint à l'Université de Californie à Los Angeles. Alors qu'il s'y trouve, il a développé son "astuce du tore" qui lui a permis de résoudre, dans des dimensions supérieures à quatre (avec un travail conjoint avec Siebenmann), quatre des sept problèmes de  John Milnor, les plus importants en topologie géométrique. Par conséquent, en 1971, il a reçu le Prix Oswald-Veblen en géométrie par l'American Mathematical Society. 
En 1995, il est devenu le premier mathématicien à recevoir le Prix NAS pour les recensions scientifiques (en) de l'Académie nationale des sciences pour sa liste de problèmes en topologie en faibles dimensions. Il est élu membre de l'Académie nationale des sciences en 2001. En 2012, il est devenu un fellow de l'American Mathematical Society.
En 1970 il est conférencier invité au congrès international des mathématiciens à Nice (« Some conjectures about four-manifolds »). 
Kirby est également le président de Mathematical Sciences Publishers, une maison d'édition académique  à but non lucratif qui met l'accent sur les revues de mathématiques et d'ingénierie.

## Publications
- Foundational Essays on Topological Manifolds, Smoothings, and Triangulations. par Robion C. Kirby, Laurence C. Siebenmann  (ISBN 0-691-08191-3)
- Robion C. Kirby, The topology of 4-manifolds, vol. 1374, Berlin, New York, Springer-Verlag, coll. « Lecture Notes in Mathematics », 1989, 108 p. (ISBN 978-3-540-51148-9, DOI 10.1007/BFb0089031, MR 1001966)[4]
- avec Laurence Taylor: A survey of 4-manifolds through the eyes of surgery. 1998.
- Kirby: List of problems in low dimensional topology. 380 pages, PDF.
- (en) Robion Kirby et Martin Scharlemann, « Eight faces of the Poincaré homology 3-sphere », dans Geometric topology (Proc. Georgia Topology Conf., Athens, Ga., 1977), Academic Press, 1979, p. 113-146